# Église Saint-Rémy de Domrémy-la-Pucelle
L'église Saint-Rémy de Domrémy-la-Pucelle est une église catholique de style gothique des XIIIe siècle et XIXe siècle de Domrémy-la-Pucelle dans les Vosges en Lorraine dans le Grand Est,. Dédiée à l'évêque saint Remi de Reims, et à Jeanne d'Arc, elle est classée aux monuments historiques depuis le 11 mai 1946.

## Historique
Construite au XIIIe siècle, Domrémy dépendait alors de la paroisse de Greux (à 1 km au nord, où se trouvait l'église mère) et du diocèse de Toul.

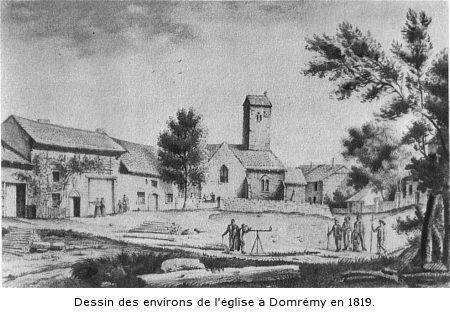
En 1819.
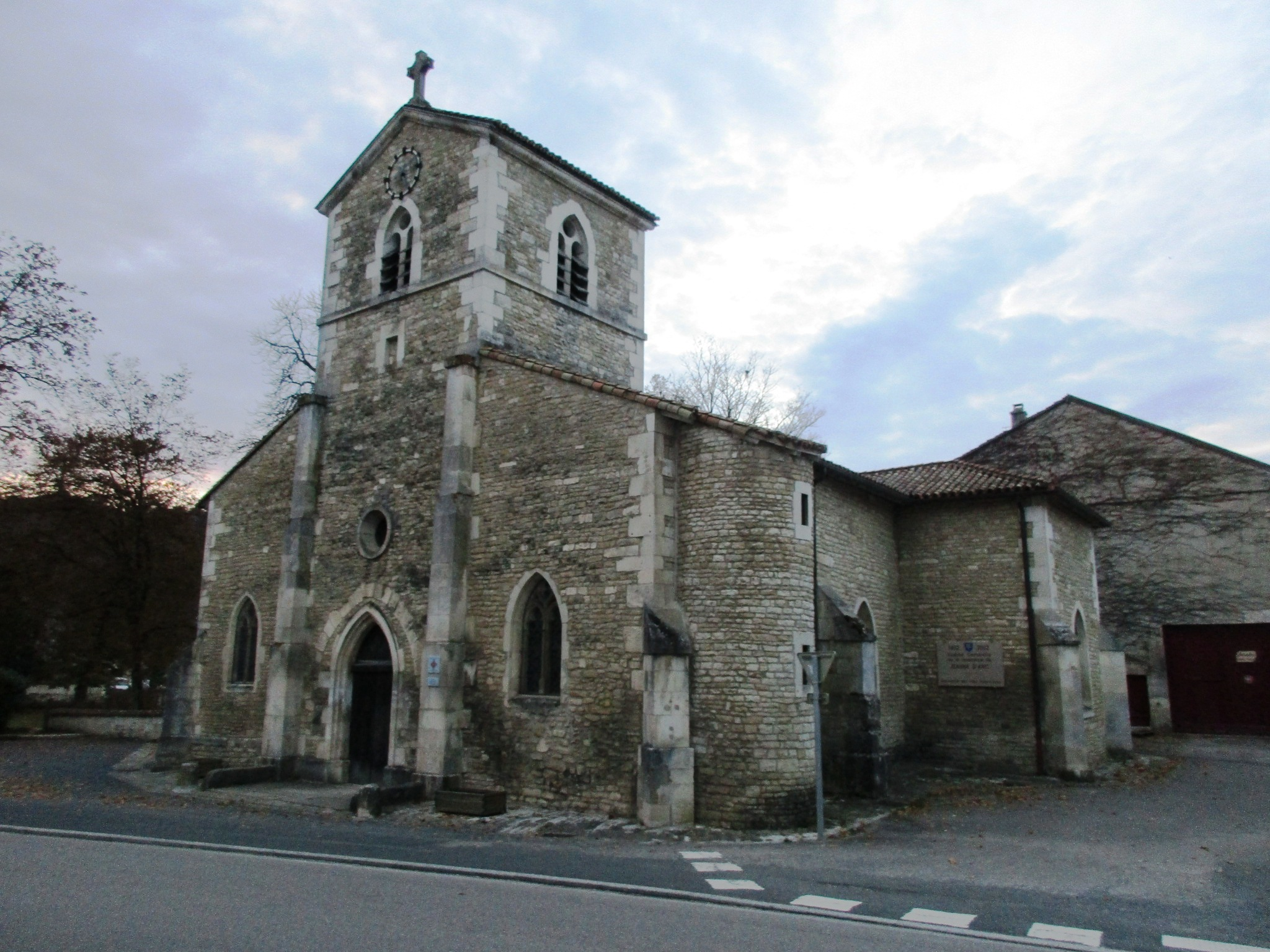
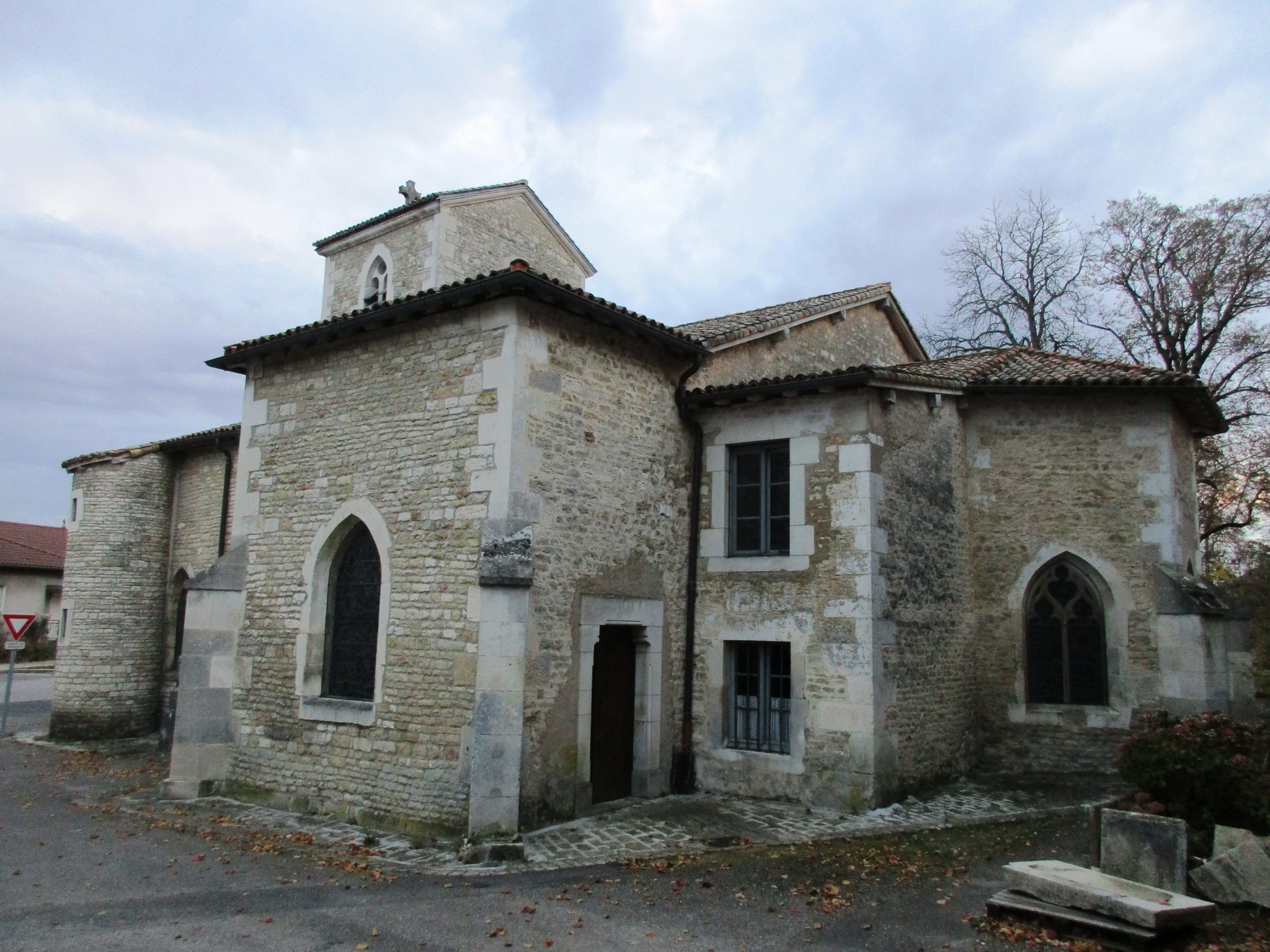

Elle est dédiée à l'évêque saint Remi de Reims (v 437-533, qui convertit et sacre le premier roi de France Clovis Ier en 481 à la basilique Saint-Remi de Reims), et à Jeanne d'Arc (v1412-1431) qui naît et passe son enfance dans la maison voisine, lieu, entre église et maison, où elle entend et voit ses premières apparitions à l'âge de 13 ans en 1420, et fait sacrer le roi Charles VII par l'Église catholique à la cathédrale Notre-Dame de Reims en 1429.

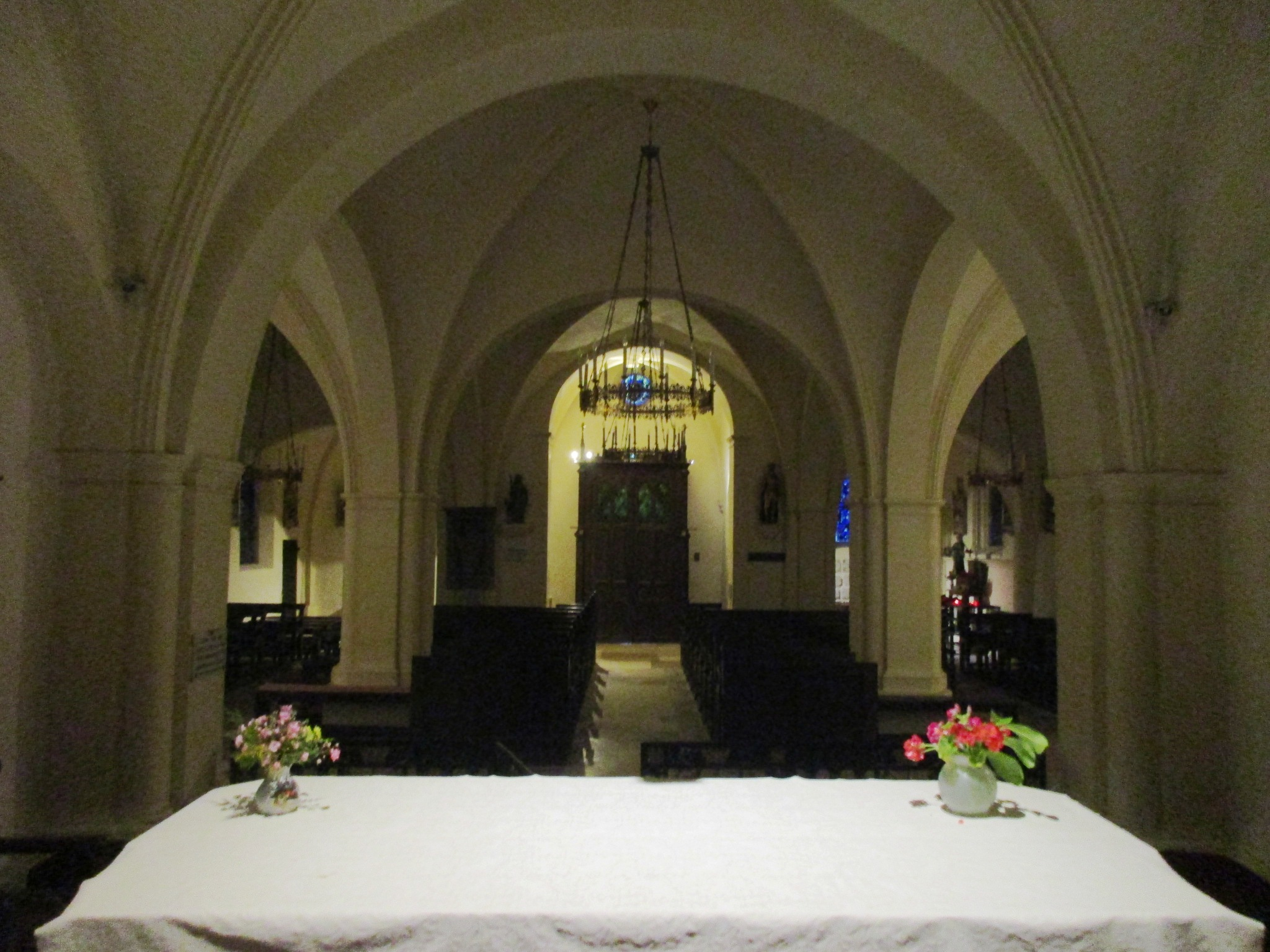
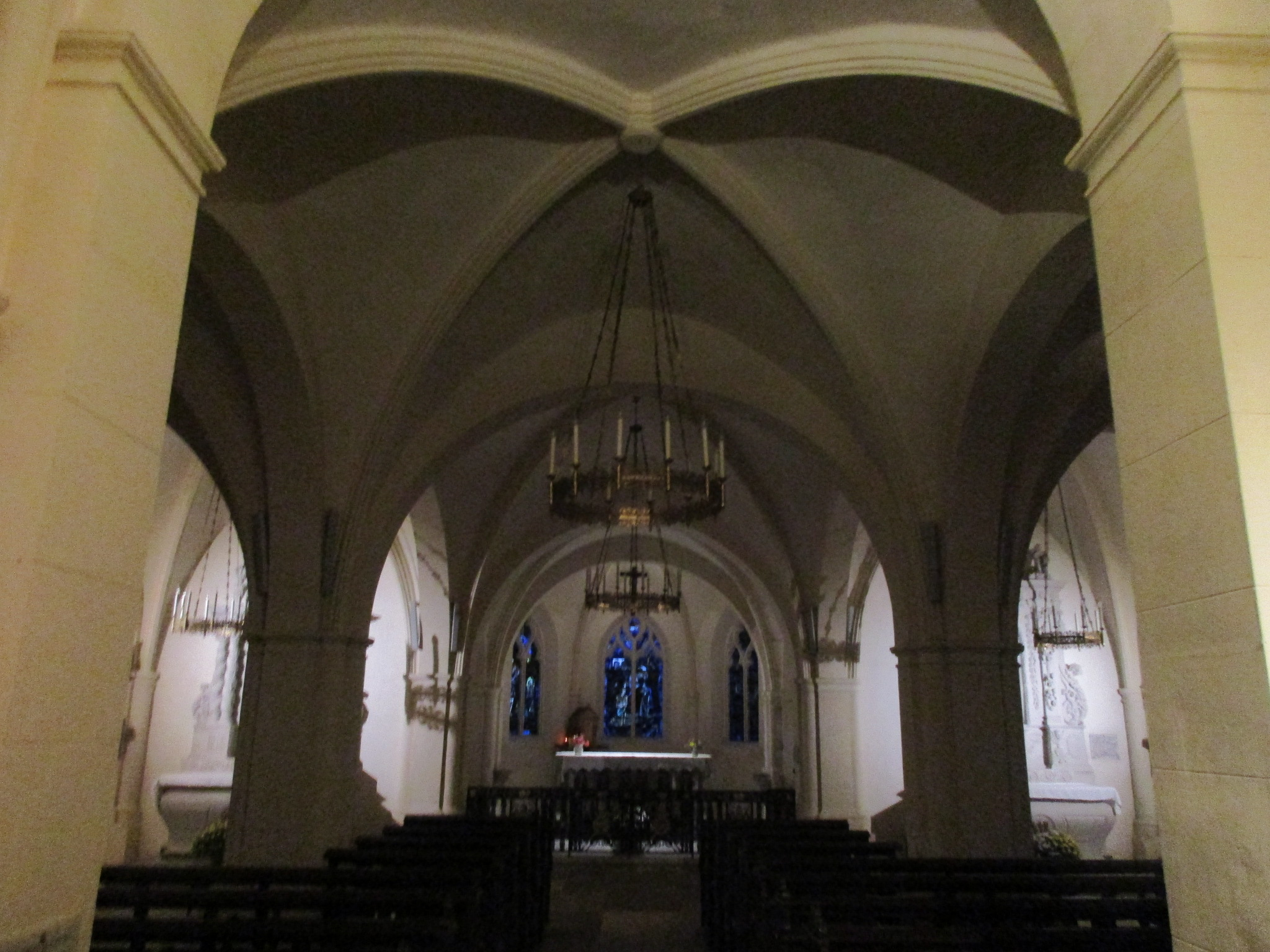

L’édifice est plusieurs fois agrandi au cours des siècles. En 1824 il est profondément remanié avec une réorientation inversée, avec le chœur à l'emplacement de l'ancien porche, et inversement. La porte d'accès est alors ouverte sous le clocher-porche actuel. Un transept et un chevet sont construits côté ouest pour le chœur. Les voûtes ont été plusieurs fois remaniées comme l'indiquent les dates aux clefs de voûte 1582, 1585, 1698, 1904. D'importants travaux de restauration sont réalisés en 2005. Elle est recouverte comme la maison natale de Jeanne d'Arc, d'une toiture en tuile canal.

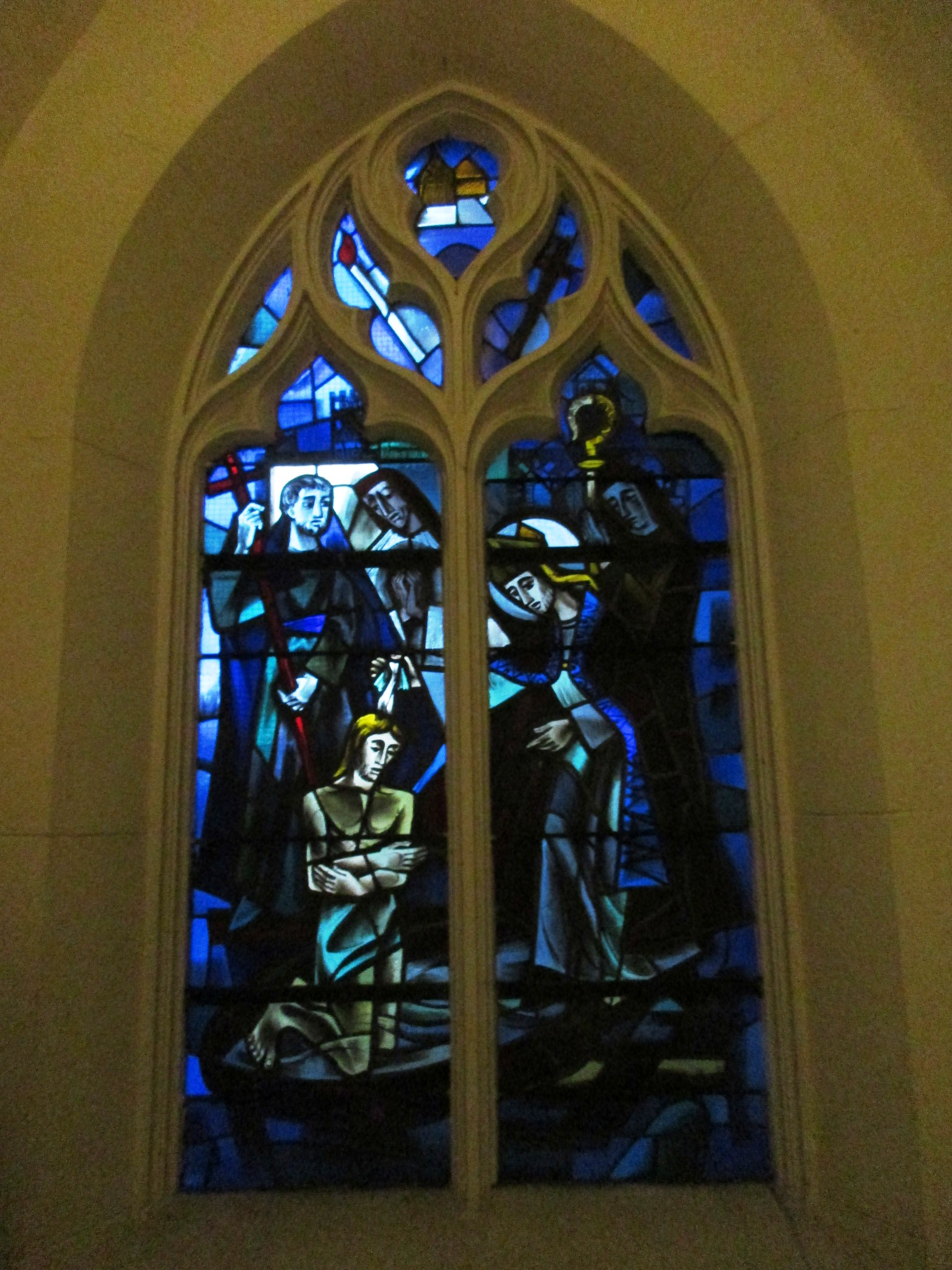
Le roi Clovis Ier, baptisé par saint Remi.
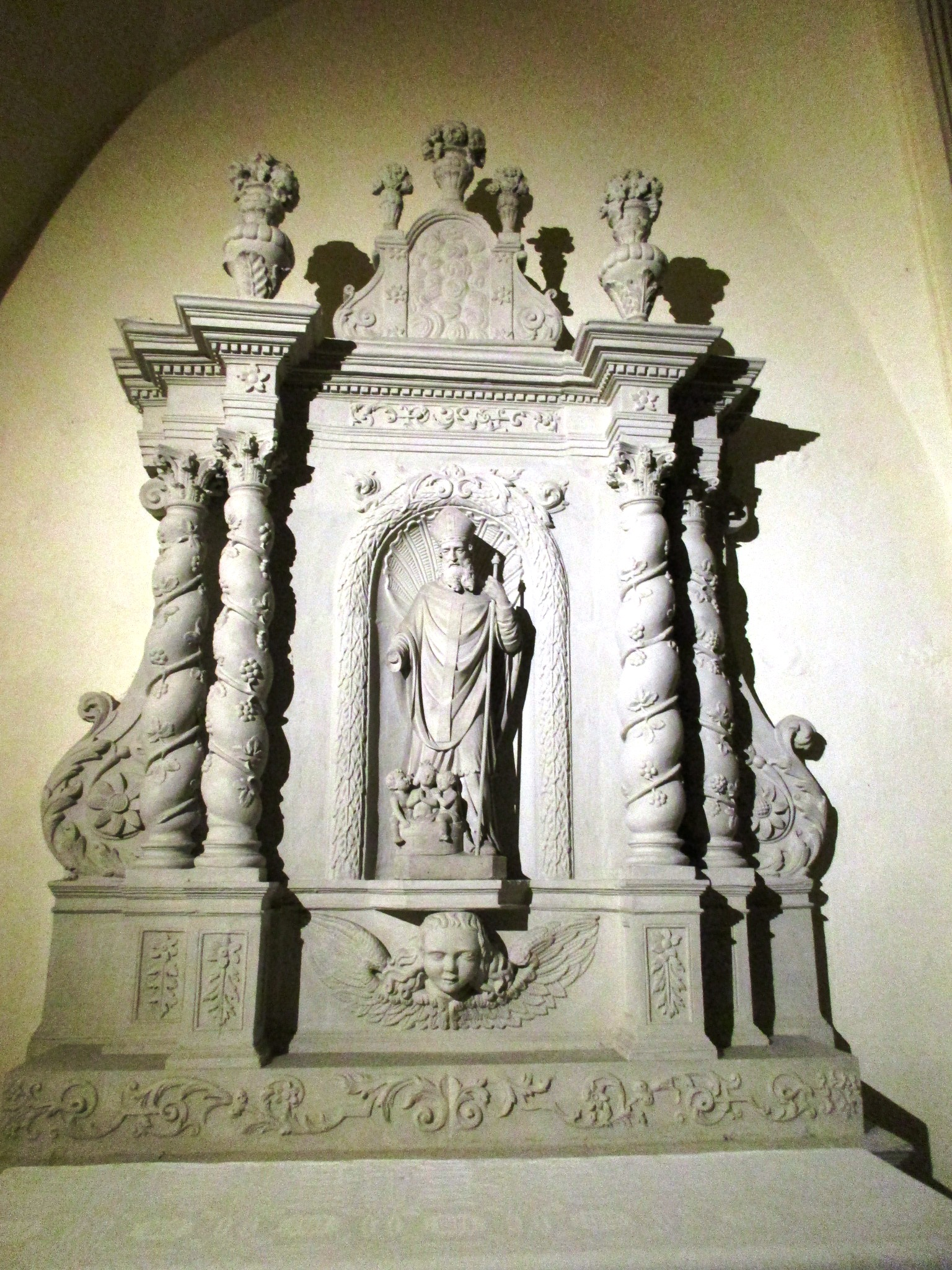
Saint Remi de Reims.
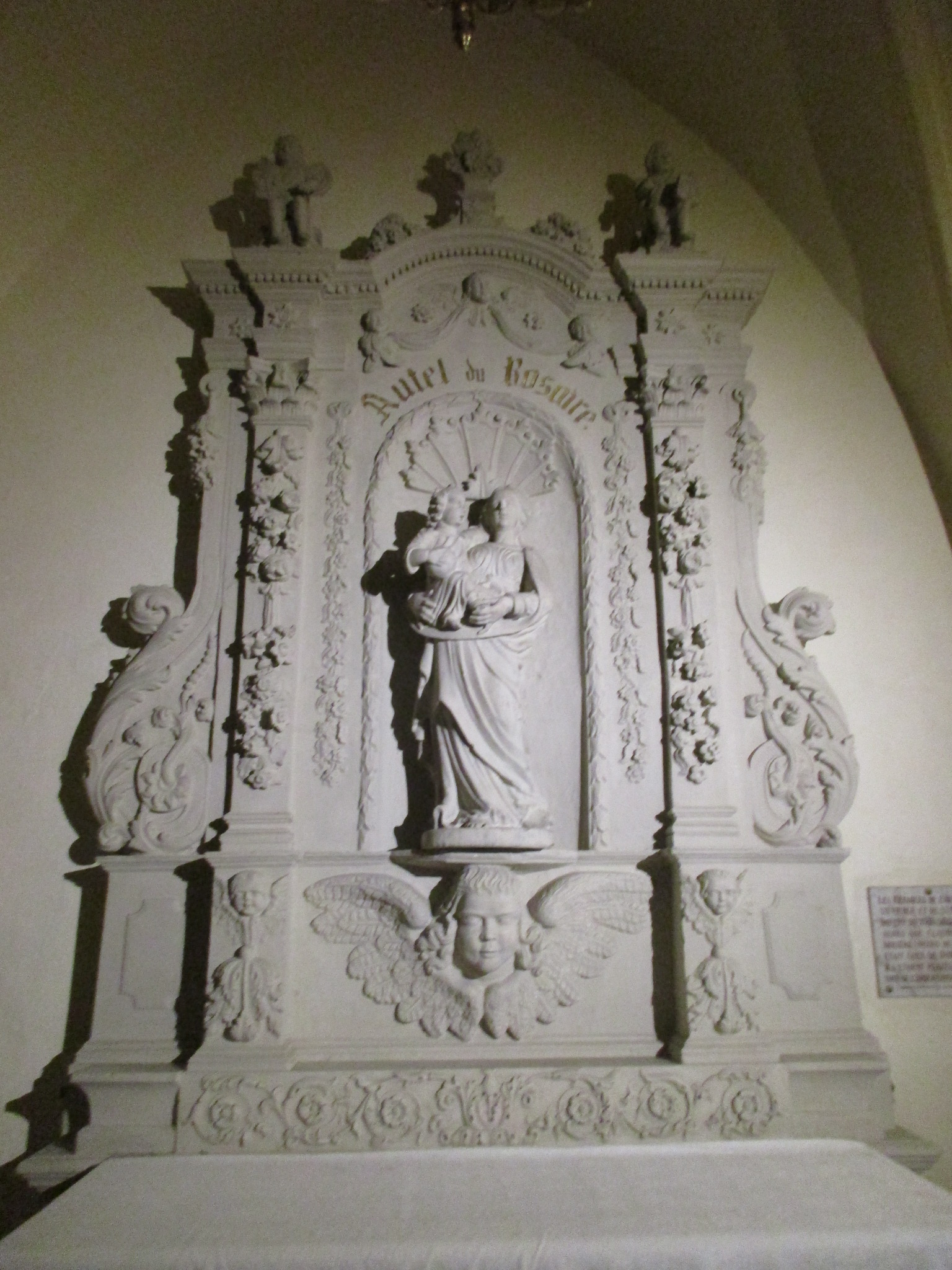
Vierge à l'Enfant.
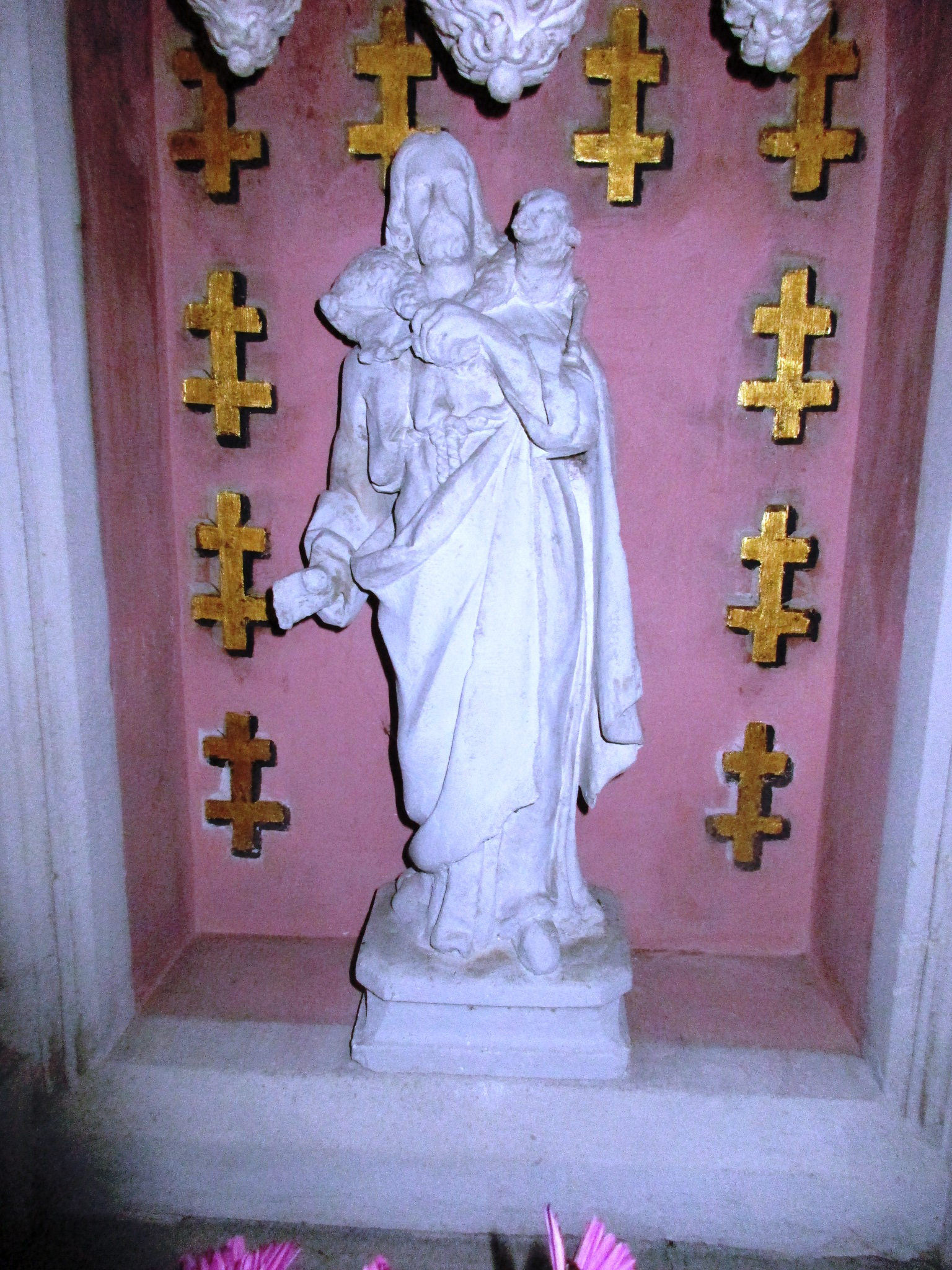
Le Bon-Pasteur.
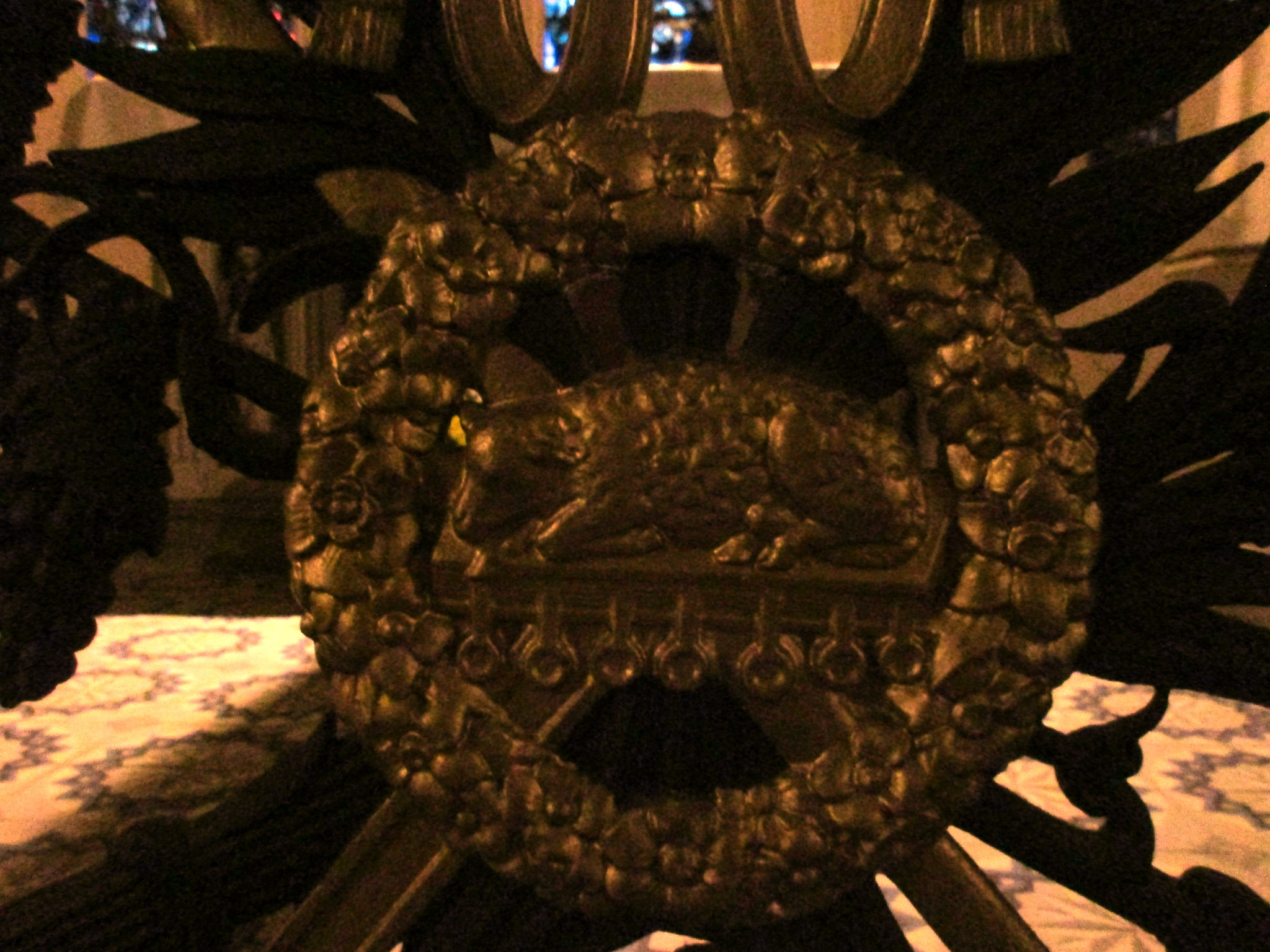
Sacrifice de l'Agneau de Dieu.

Des œuvres d'art chrétien représentent saint Remi de Reims, saint Sébastien, saint Élophe (martyrisé en 362 à quelques kilomètres de Domrémy)... Le bénitier du XIIIe siècle, est poli depuis par la main des fidèles.

## Jeanne d'Arc
C'est dans cette église que Jeanne d'Arc (qui a profondément marqué la commune et la région) a été baptisée en 1412 par le curé Jean Minet, dans les fonts baptismaux d'époque. Claude du Lys, François Hurlot, Claude Noblesse, descendants de son frère Jean, ont été curés de Domrémy.

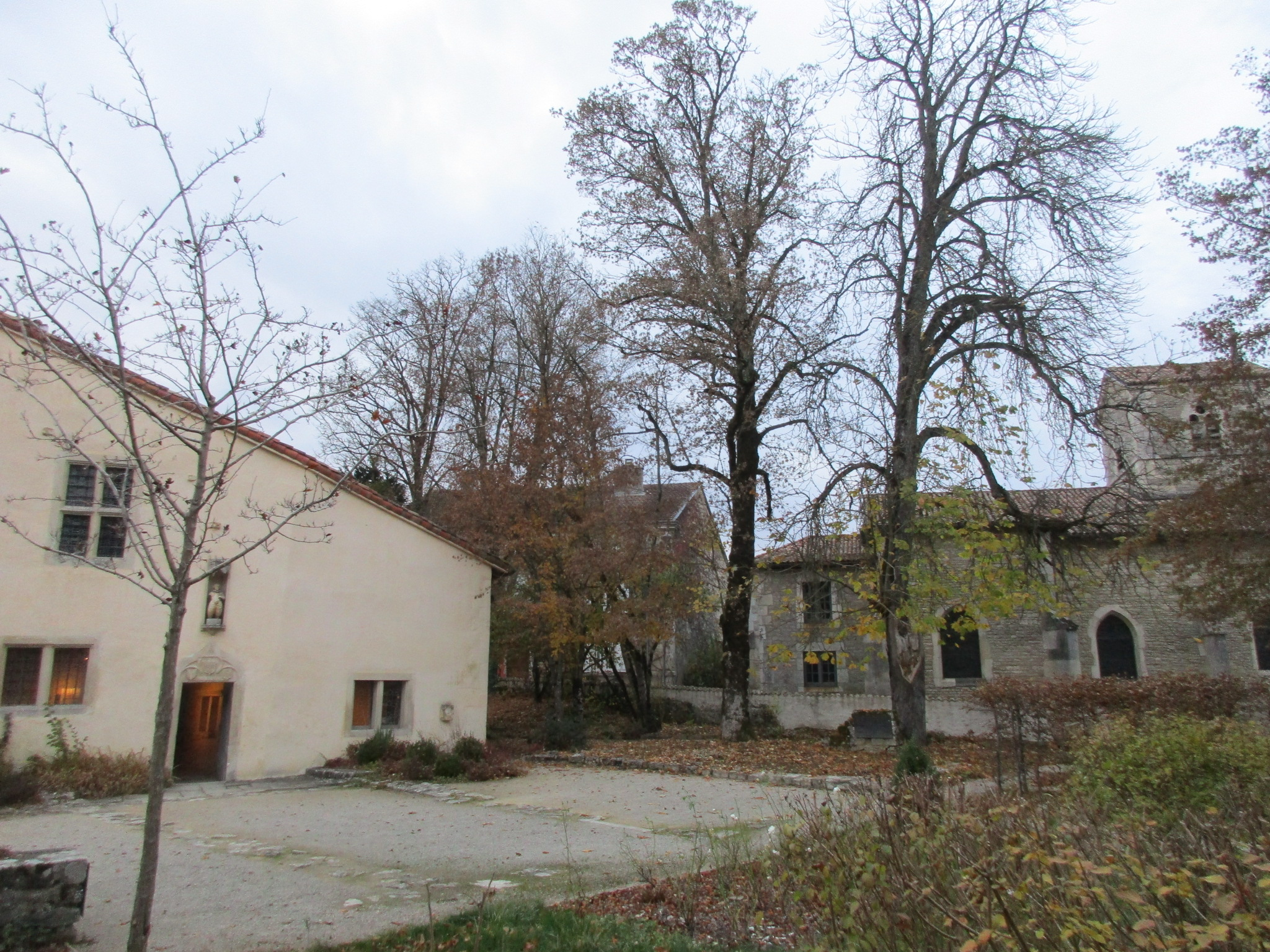
Lieu entre église et maison natale, où Jeanne entend et voit ses premières apparitions en 1420.
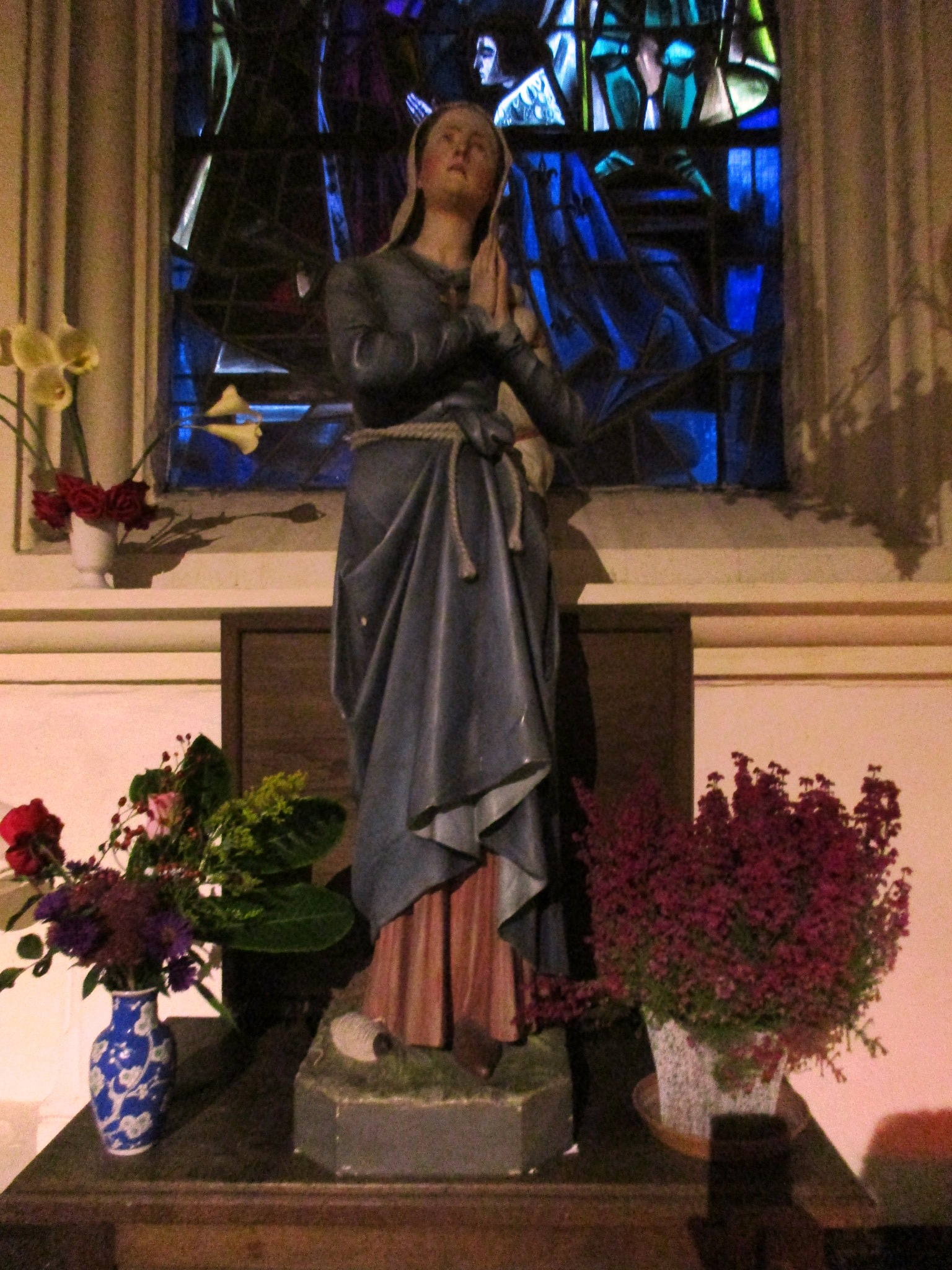
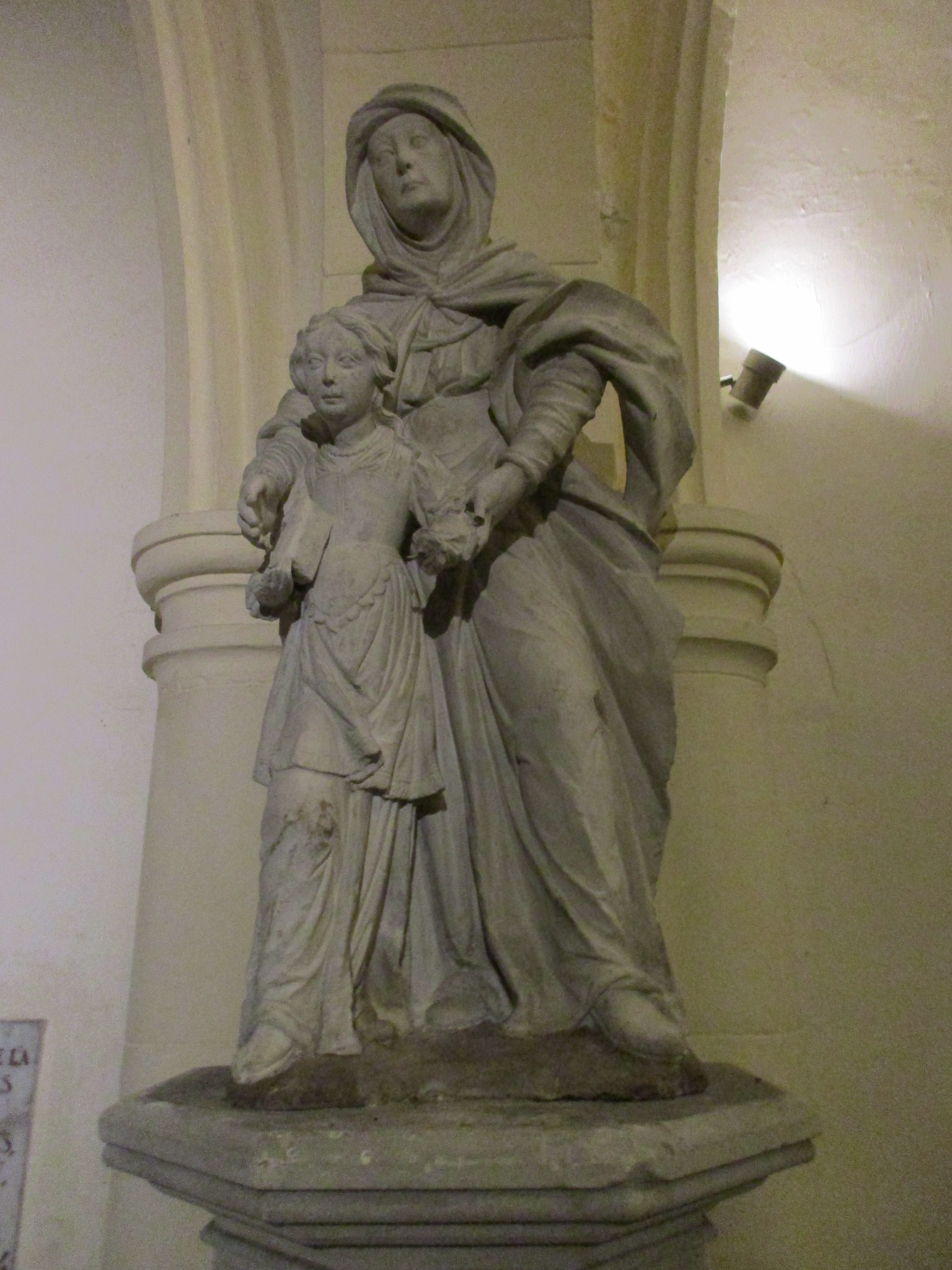
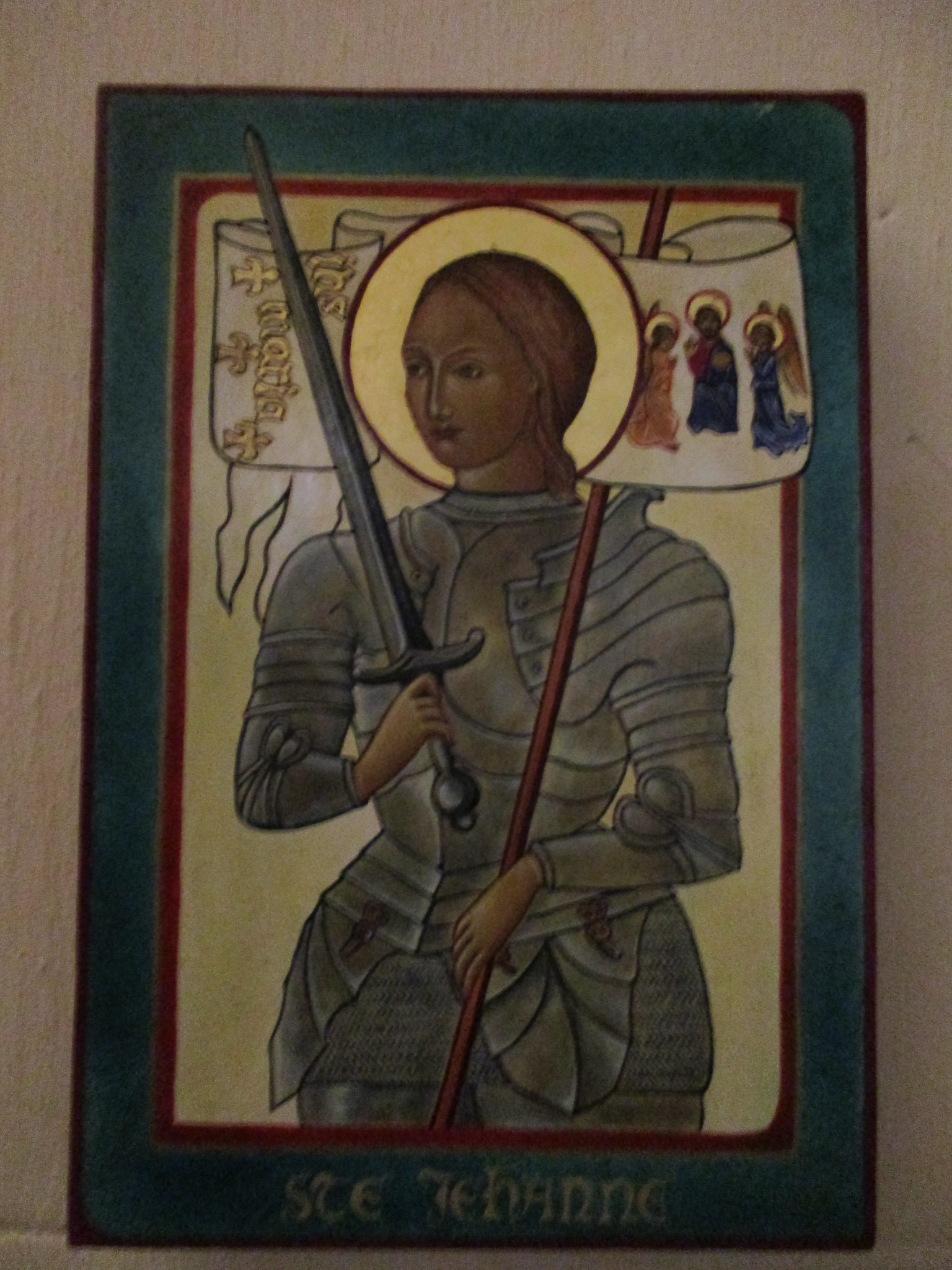
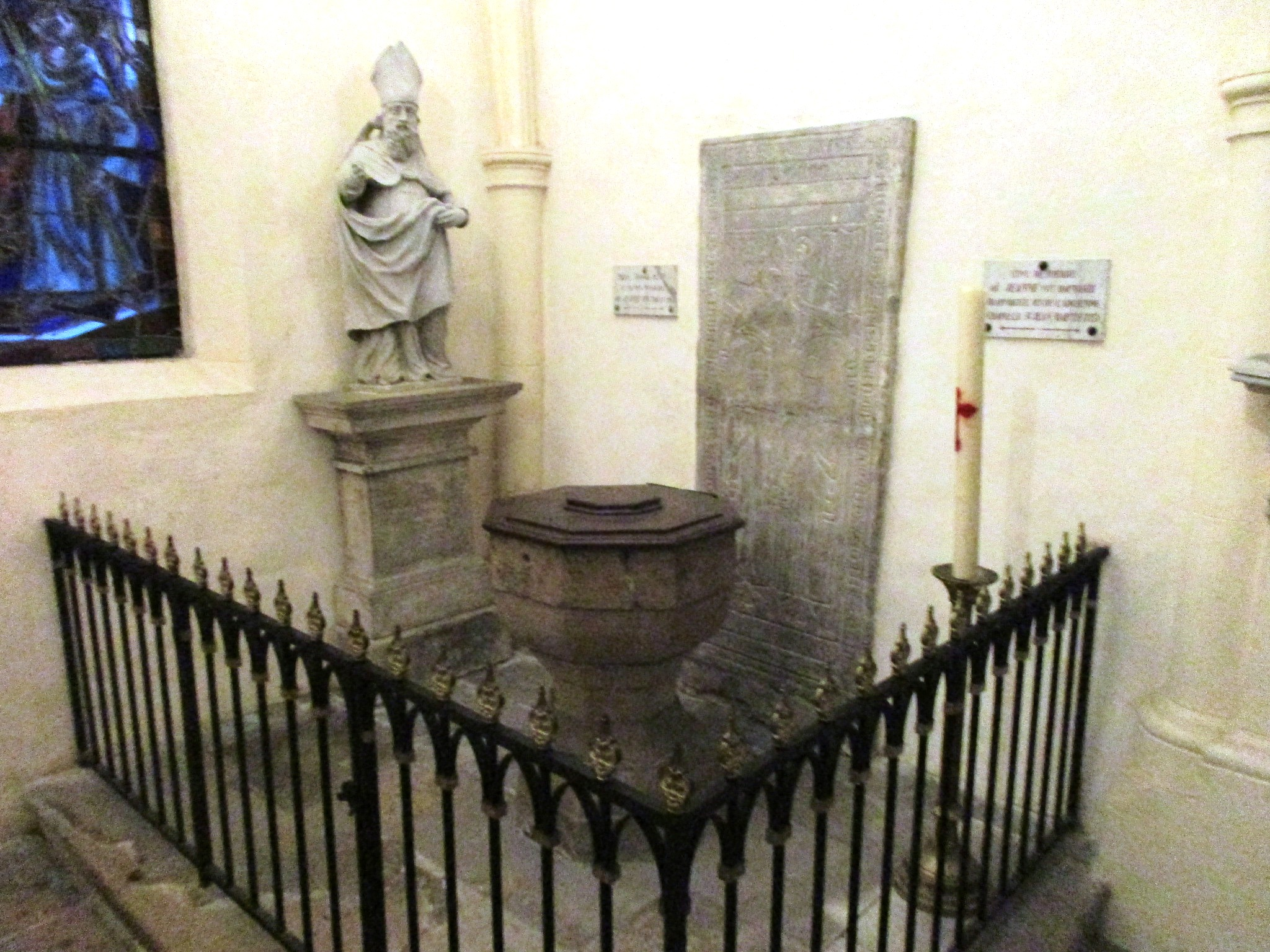
Fonts baptismaux.
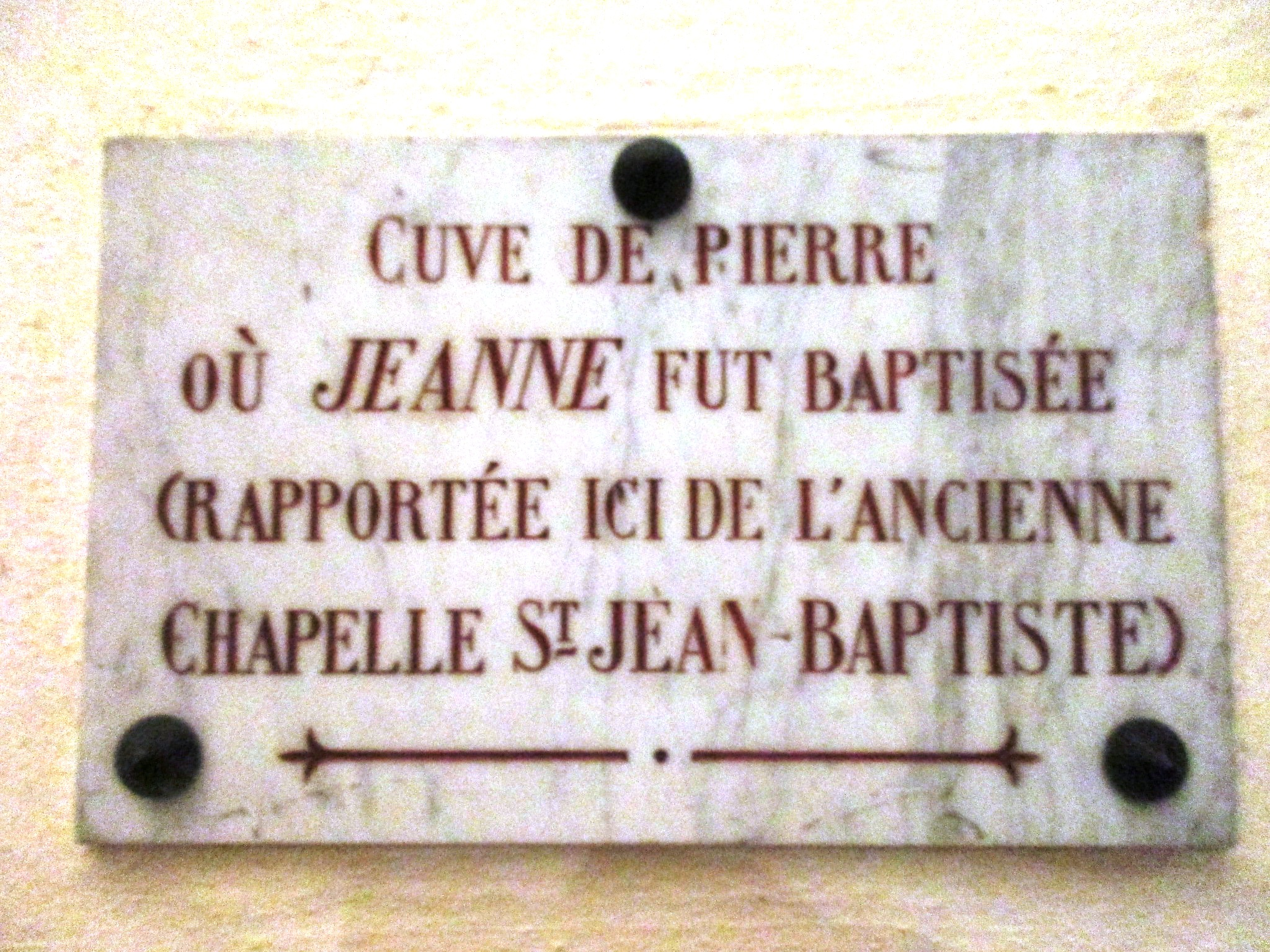

L'édifice est décoré en particulier par de nombreuses représentations et souvenir de Jeanne d'Arc (fonts baptismaux, sculptures, série de vitraux de 1955, de la vie de Jeanne, par Pierre Gaudin (artiste), plaques commémoratives...).

Vitraux de la vie de Jeanne d'Arc
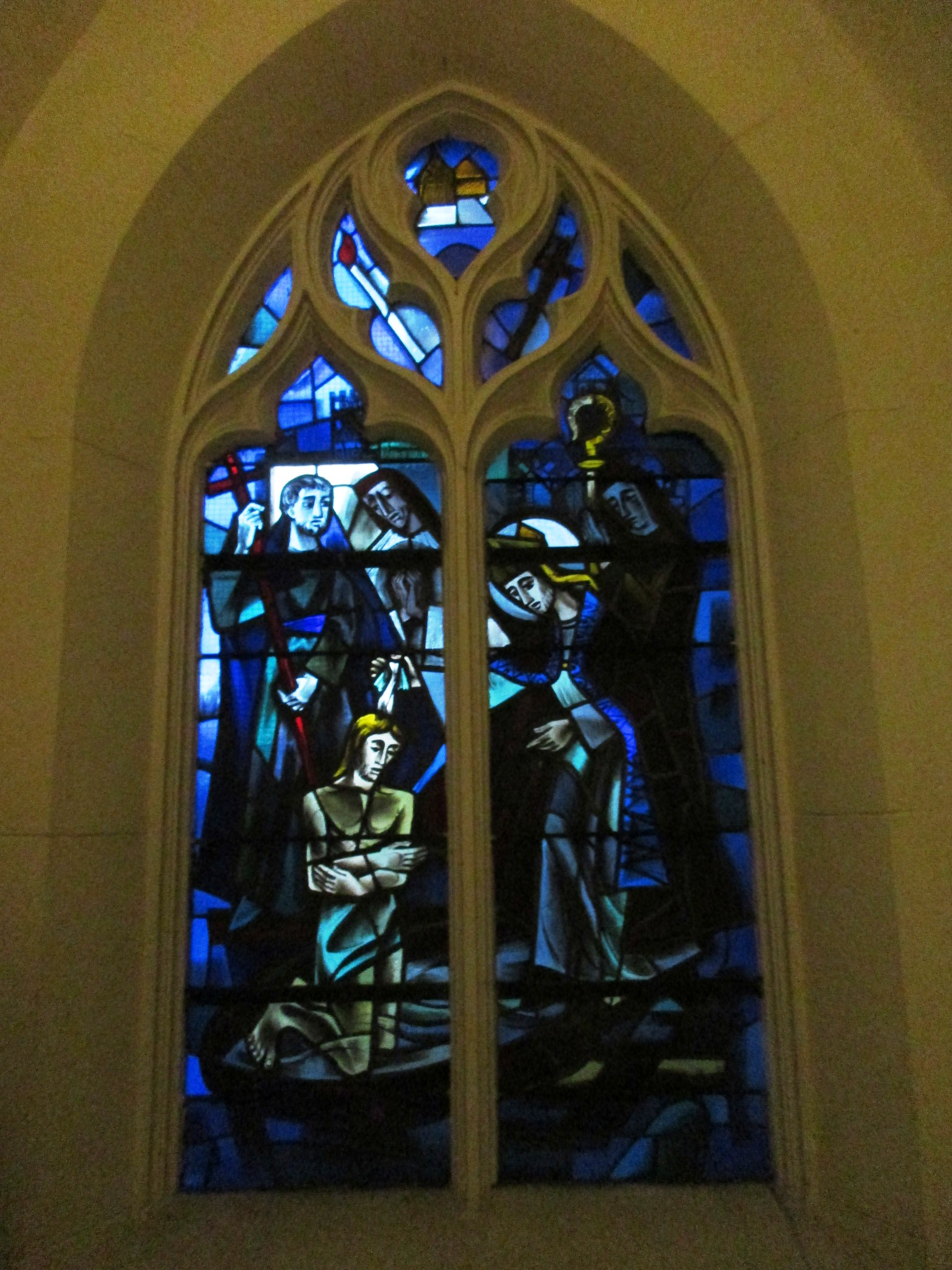
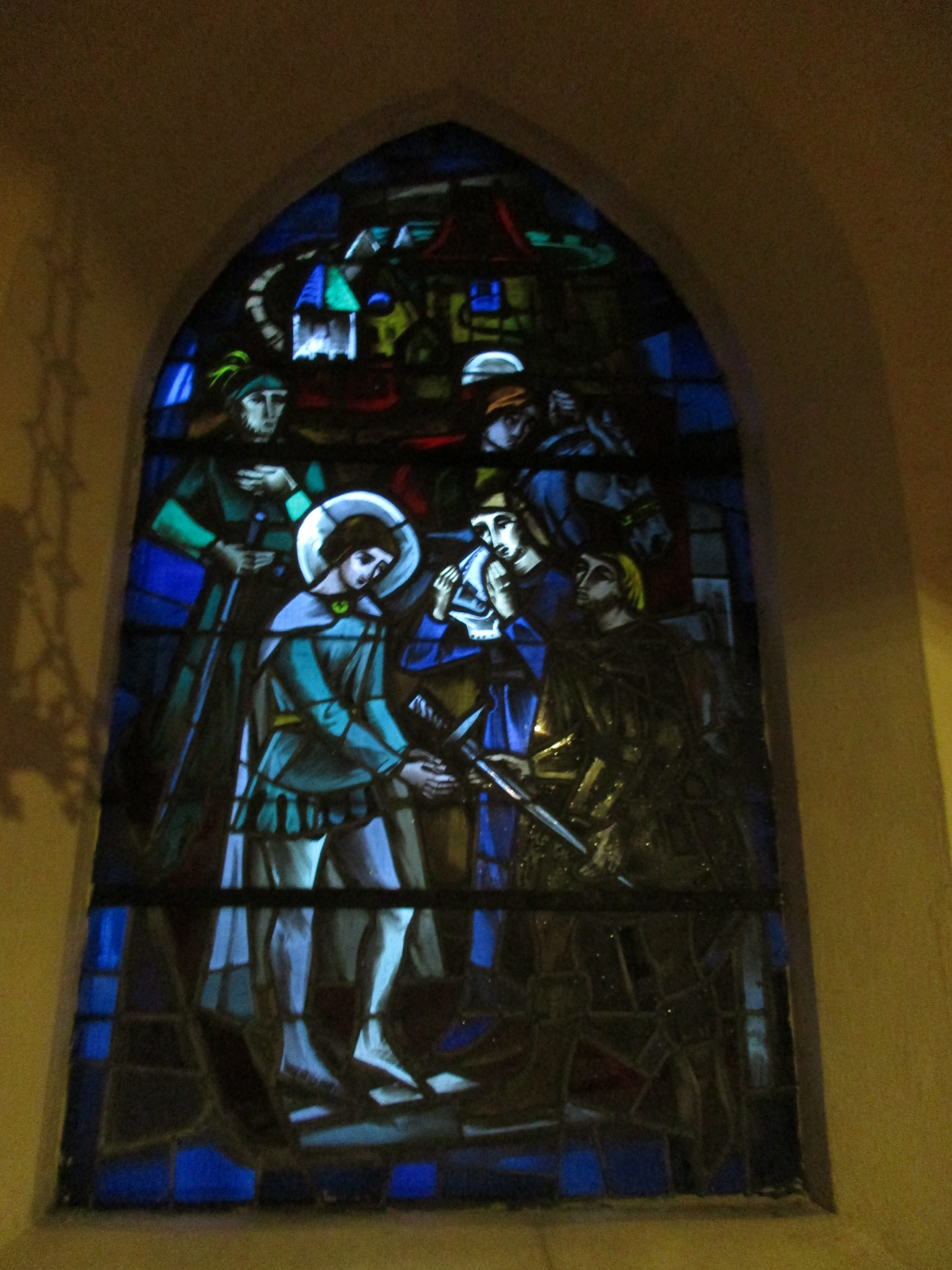
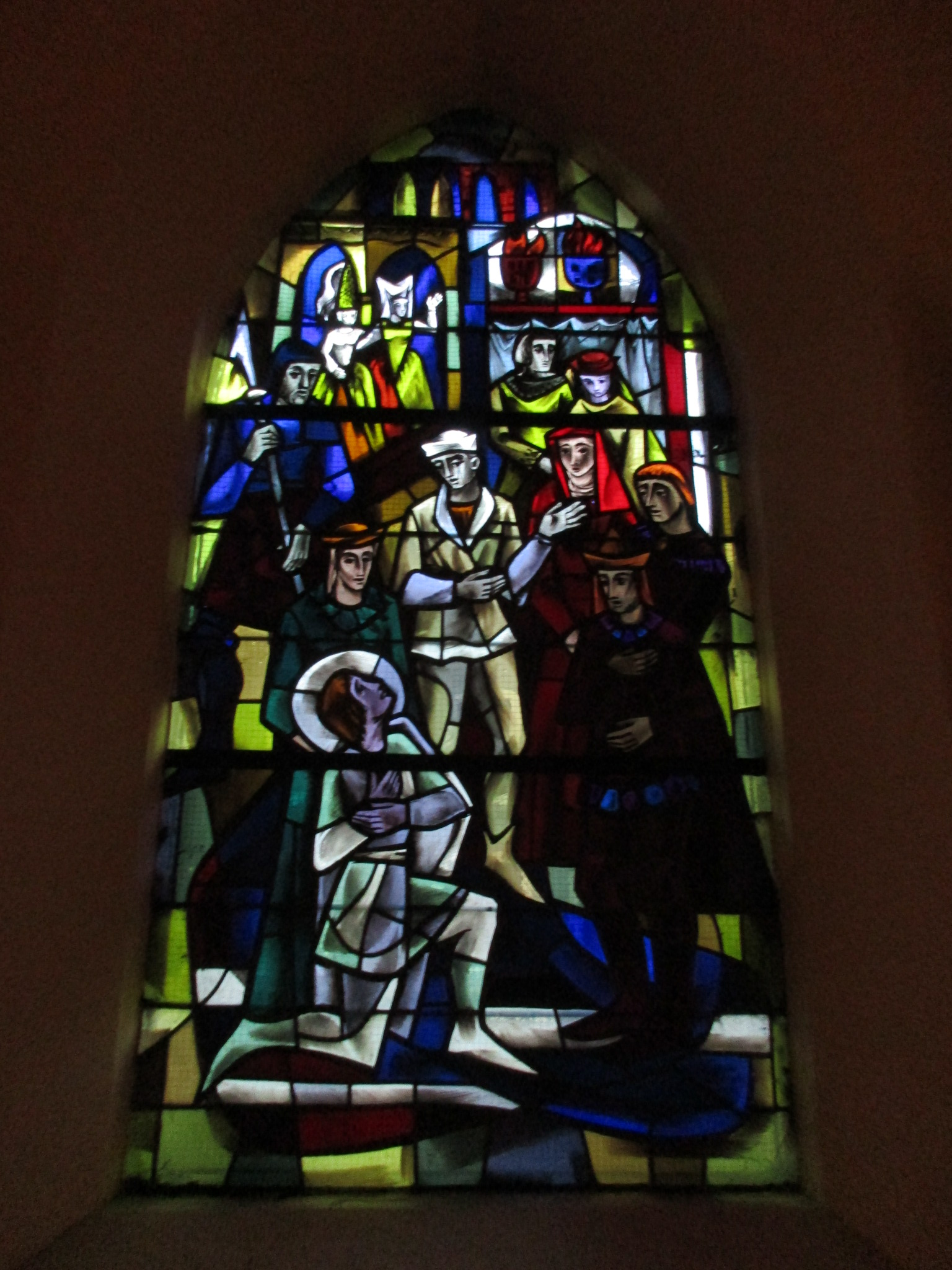
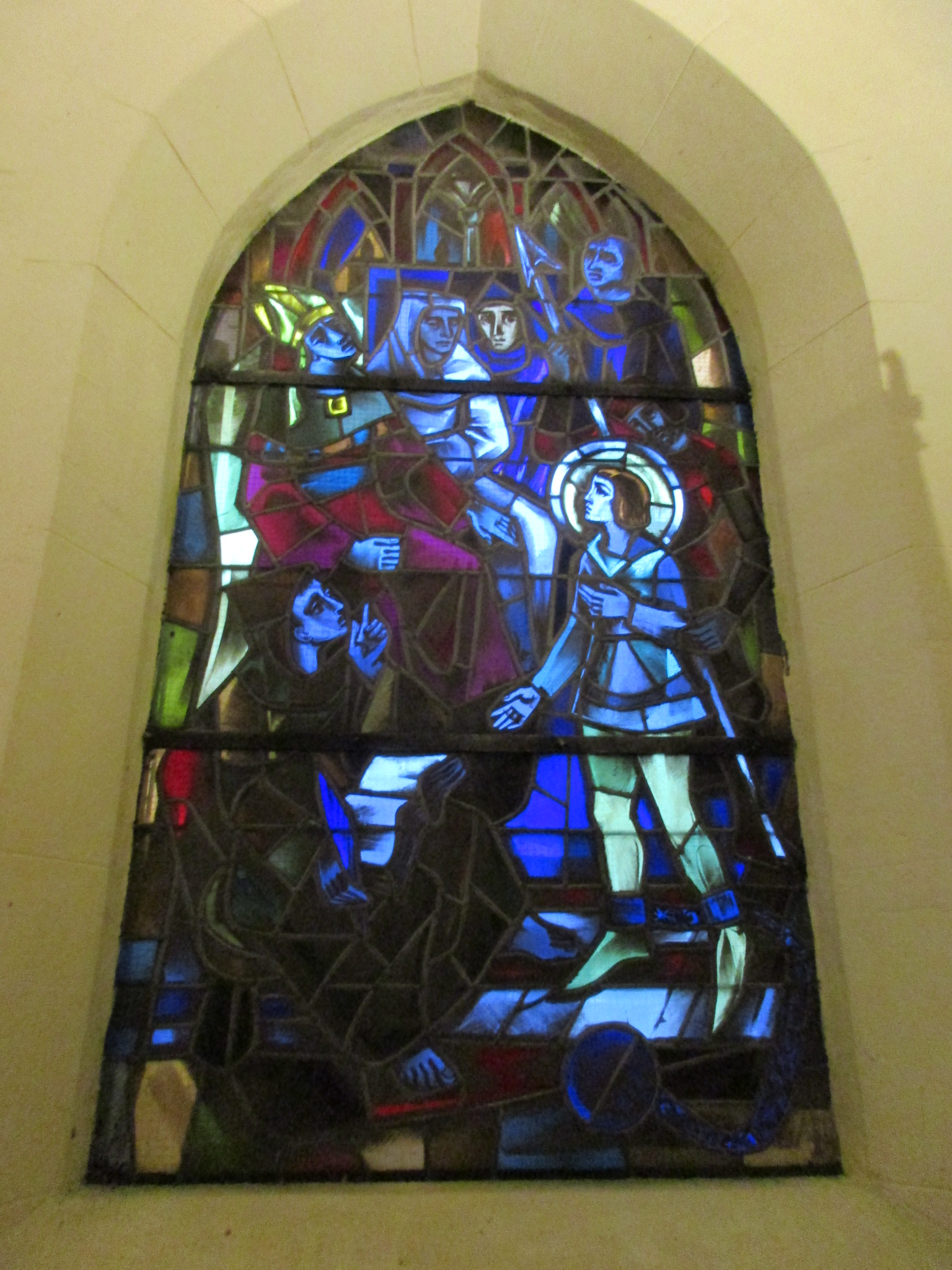
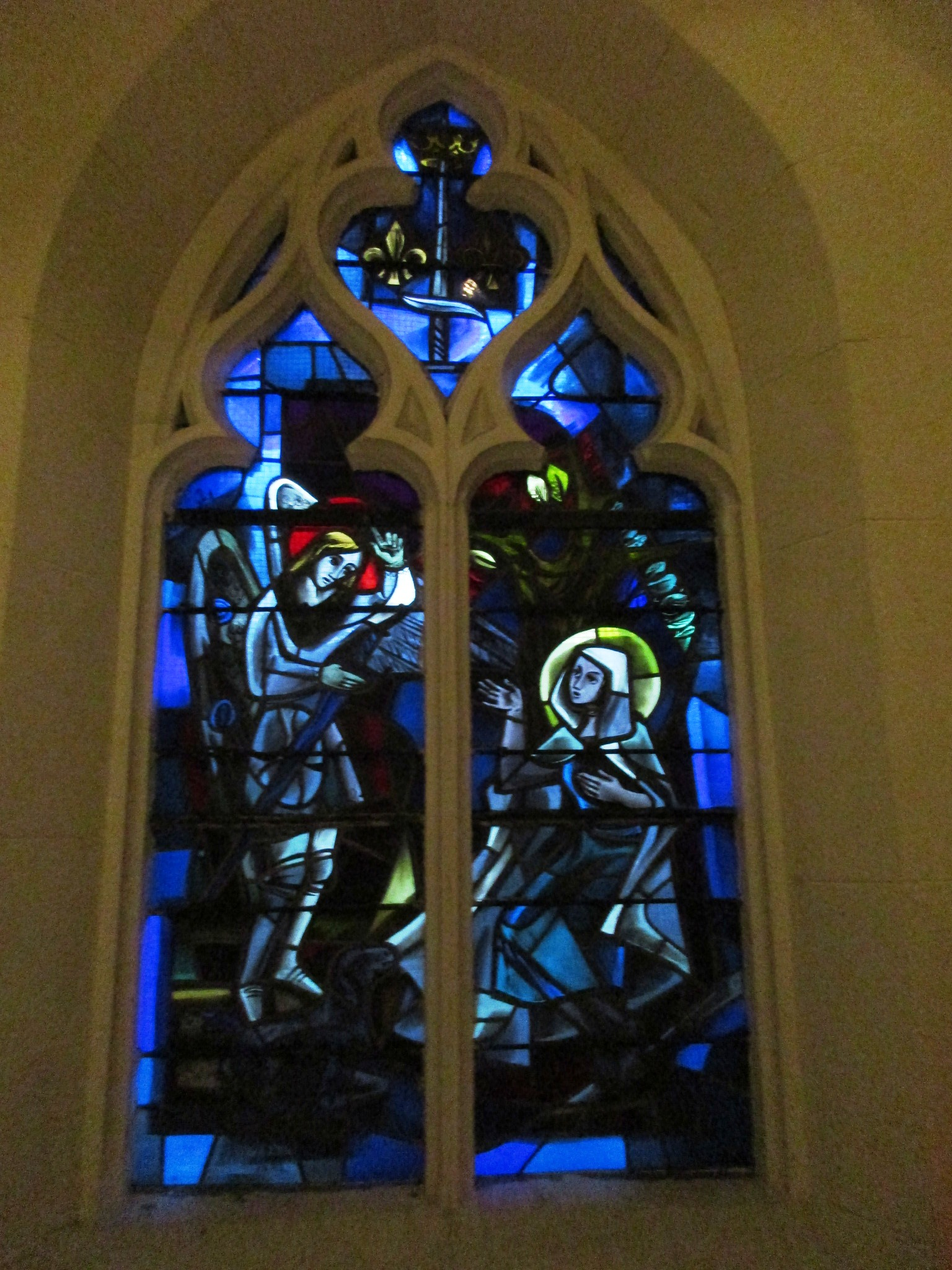
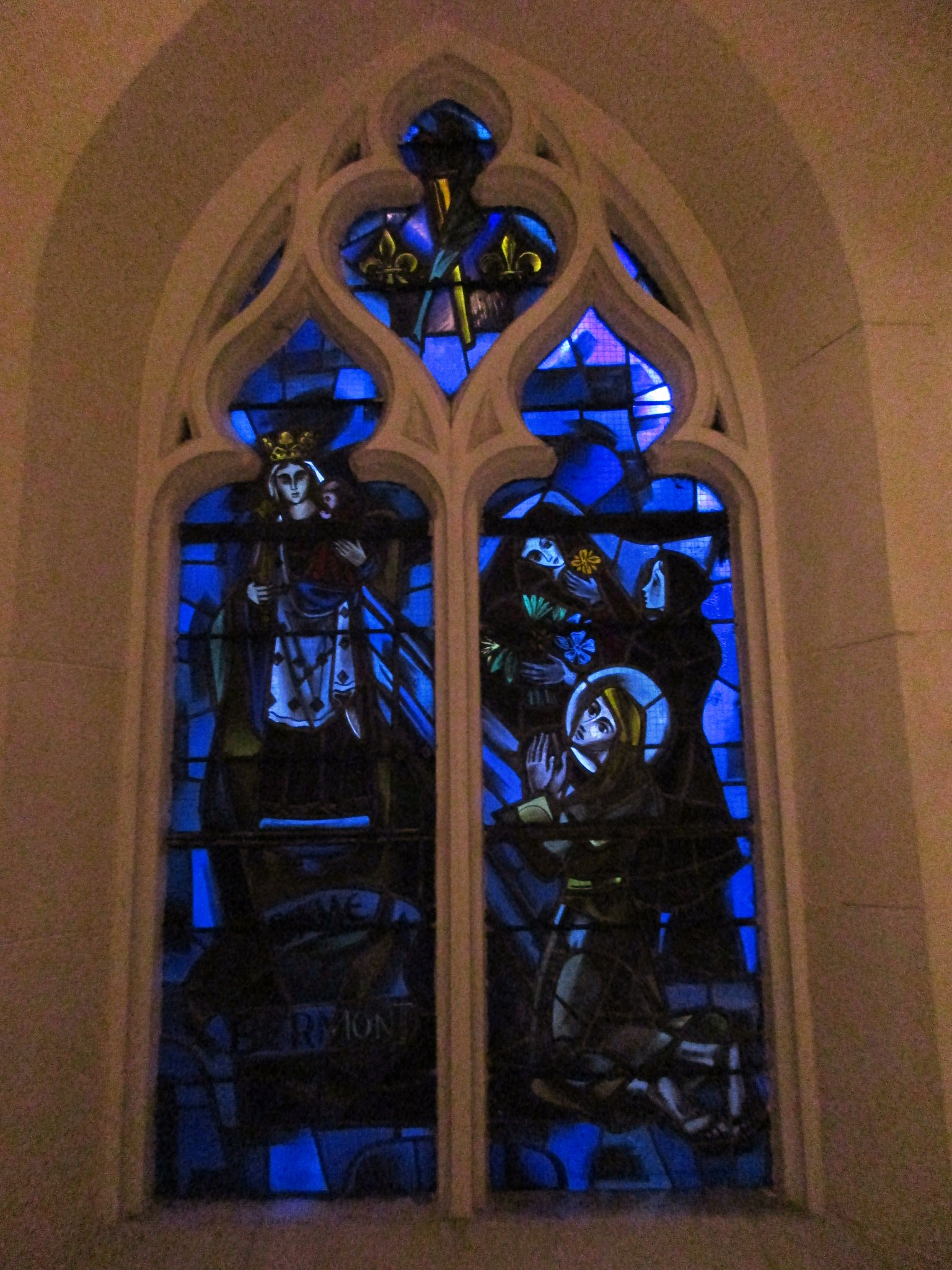
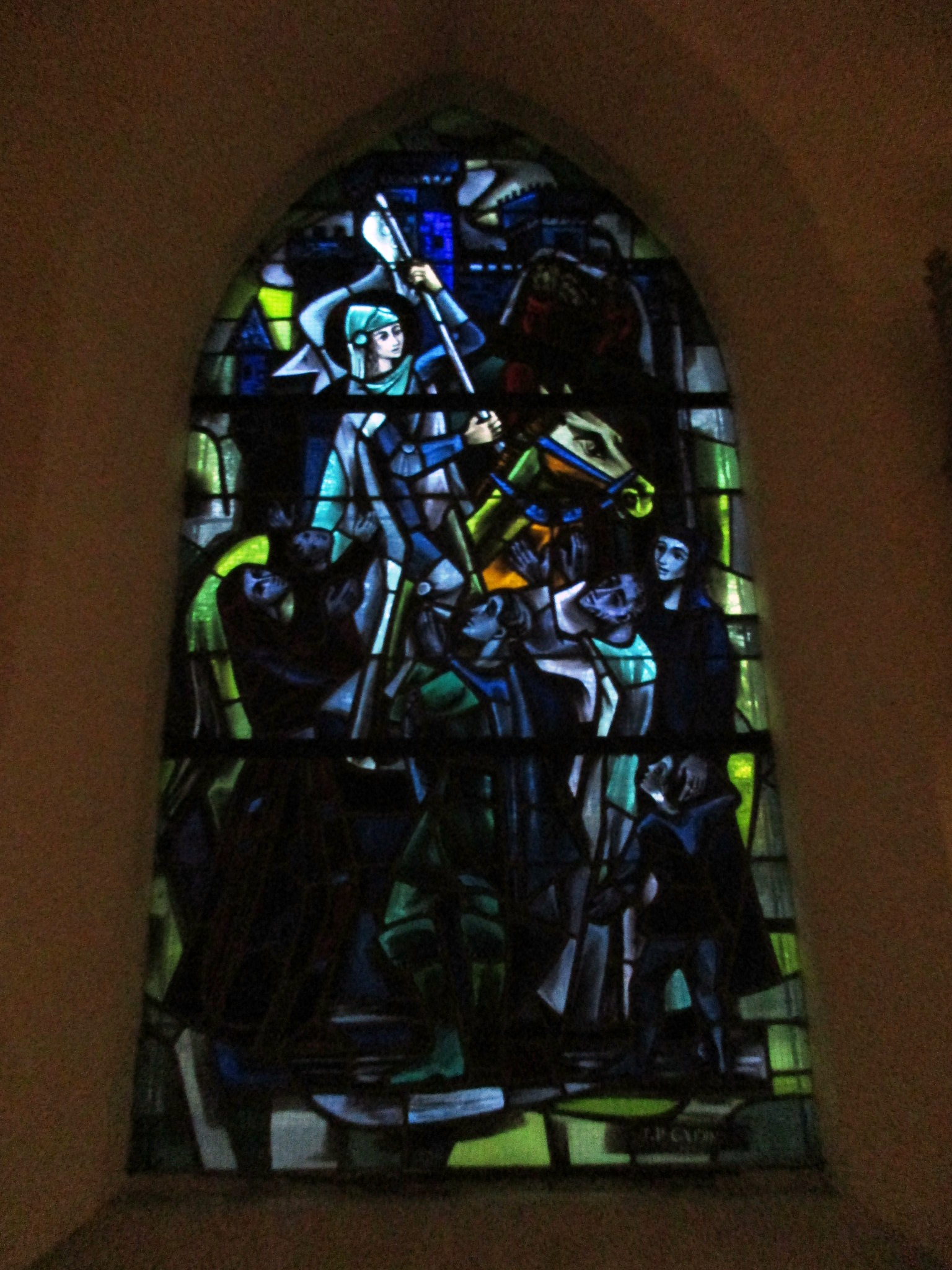
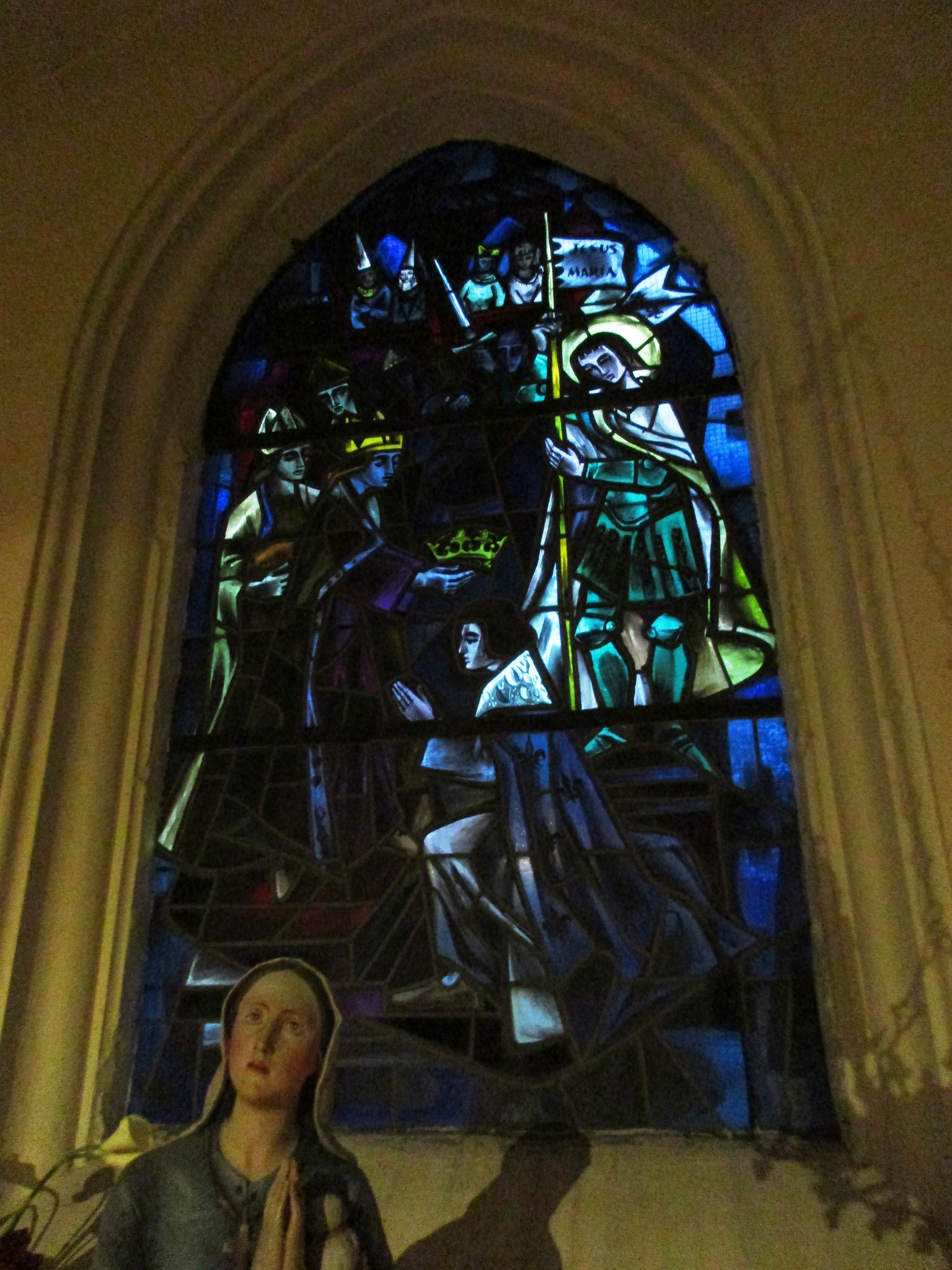
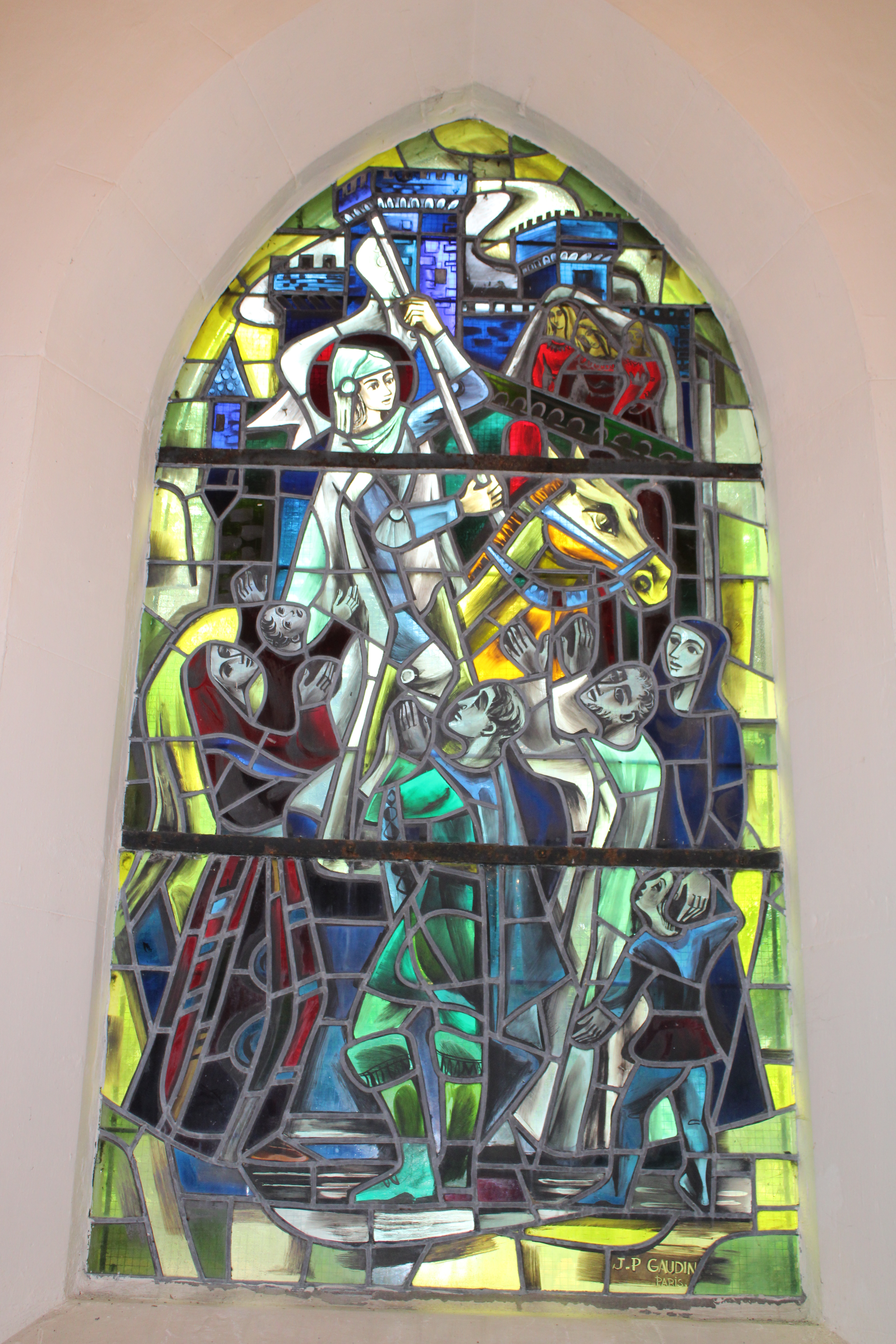

Pour accompagner le processus de canonisation de Jeanne d'Arc, les travaux de construction de la basilique Sainte-Jeanne-d'Arc de Domrémy-la-Pucelle débutent en 1881, selon les plans de l’architecte parisien Paul Sédille, à 1,5 km, sur le coteau du Bois-Chenu de la commune, qui domine la vallée de la Meuse avec un panorama exceptionnel. Elle est finalement achevée et consacrée en 1926, six ans après la canonisation de sainte Jeanne d'Arc.